# Municipio de Lone Tree (condado de Charles Mix)
El municipio de Lone Tree (en inglés: Lone Tree Township) es un municipio ubicado en el condado de Charles Mix en el estado estadounidense de Dakota del Sur. En el año 2010 tenía una población de 170 habitantes y una densidad poblacional de 1,76 personas por km².

## Geografía
El municipio de Lone Tree se encuentra ubicado en las coordenadas 43°2′6″N 98°10′23″O / 43.03500, -98.17306. Según la Oficina del Censo de los Estados Unidos, el municipio tiene una superficie total de 96.73 km², de la cual 96,29 km² corresponden a tierra firme y (0,46 %) 0,44 km² es agua.

## Demografía
Según el censo de 2010, había 170 personas residiendo en el municipio de Lone Tree. La densidad de población era de 1,76 hab./km². De los 170 habitantes, el municipio de Lone Tree estaba compuesto por el 68,24 % blancos, el 28,24 % eran amerindios, el 2,35 % eran de otras razas y el 1,18 % eran de una mezcla de razas. Del total de la población el 3,53 % eran hispanos o latinos de cualquier raza.